# HMS Grampus (N56)
Le HMS Grampus (Pennant number : N56) est le navire de tête de la classe Grampus  appartenant à la Royal Navy, composée de six sous-marins mouilleur de mines. Il a été construit à l’arsenal de Chatham Dockyard et lancé le 25 février 1936. Il a servi durant la Seconde Guerre mondiale au large de la Chine, avant de passer en mer Méditerranée. Il a été coulé corps et biens par la Regia Marina italienne le 16 juin 1940.

## Conception
Après un prototype unique, le HMS Porpoise, construit en 1932, les cinq autres navires de la classe Grampus ont été lancés entre 1935 et 1938, avec une conception améliorée. Le HMS Grampus est leur navire de tête. Ces bâtiments de 82 mètres de long avaient un déplacement de 1 520 tonnes en surface et portaient 50 mines Mk XVI. Les mines sont stockées dans une galerie spéciale et transportées par un convoyeur intégré dans la coque extérieure, système qui avait été expérimenté avec le HMS M3 de classe M, devenu navire-école. Ces unités possédaient des ballasts qui formaient des excroissances de chaque côté de la coque.
La nécessité d'avoir des sous-marins mouilleurs de mines spécialisés devint moins évidente lorsque la Royal Navy fabriqua une mine pouvant être immergée par les tubes lance-torpilles de 533 mm.

## Engagements
Le HMS Grampus (son nom dérive du Grampus griseus, en français : Dauphin de Risso) a été construit par Chatham Dockyard à Chatham (Kent). La pose de sa quille a eu lieu le 20 août 1934 et il a été lancé le 25 février 1936. Il est commissionné dans la Royal Navy le 10 mars 1937.
Le 16 juin 1940, sous le commandement du Lieutenant commander C. A. Rowe, le HMS Grampus pose des mines dans la région de Syracuse et d’Augusta, en Sicile. Il est détecté par le torpilleur italien Circe, de classe Spica, qui était en patrouille anti-sous-marine avec les torpilleurs Clio, Calliope et Polluce. En très peu de temps, le HMS Grampus a été détruit par des charges de profondeur. L’épave est revenue à la surface avec des bulles d’air et du pétrole. Le Polluce a été crédité de cette victoire. Il n’y a pas eu de survivants. Certaines sources donnent la date du 24 juin 1940 pour cette action.